# Alexander Vasiliev
Aleksandr Aleksándrovich Vasíliev (en ruso: Алекса́ндр Алекса́ндрович Васи́льев, en inglés: Alexander Vasiliev; San Petersburgo, 4 de octubre de 1867 -  Washington D. C., 30 de mayo de 1953) fue un historiador y bizantinista ruso y estadounidense, considerado la principal autoridad en historia y cultura bizantina a mediados del siglo XX. Su Historia del Imperio Bizantino (1928, 2 vols.), traducida al español por Juan Ramón Masoliver en 1944, sigue siendo uno de los pocos relatos completos de la totalidad de la historia del Imperio bizantino, junto a las obras de Edward Gibbon y Fiódor Uspenski.

## Biografía
Vasíliev nació en San Petersburgo. Primero estudió teoría de la composición musical en el conservatorio de la ciudad, y luego estudió con uno de los primeros bizantinistas profesionales, Vasili Vasilievski (1838-1899), en la Universidad de San Petersburgo y más tarde aprendió árabe. De 1892 a 1897, enseñó griego y latín en el liceo primero de San Petersburgo. Entre 1897 y 1900, amplió estudios en París; se doctoró en 1901 con la tesis Las relaciones políticas entre Bizancio y los árabes durante la dinastía amoriana y en 1902 acompañó a Nikolái Marr en su viaje al Monasterio de Santa Catalina del Monte Sinaí para estudiar los manuscritos conservados allí. Luego pasó algunos meses en Florencia antes de presentar otra tesis, Las relaciones políticas entre Bizancio y los árabes durante la dinastía macedonia (867-959).
Durante su estancia en la Universidad de Tartu (1904–1912), Vasíliev preparó y publicó una monografía muy influyente, Bizancio y los árabes (1907). También trabajó en el Instituto de Arqueología de Rusia establecido por Fiódor Uspenski en Constantinopla.  En 1912, se mudó a la Universidad de San Petersburgo como profesor, y fue elegido para la Academia de Ciencias de Rusia en 1919.
En 1925, durante una visita a París, Vasíliev fue persuadido por Mijaíl Rostóvtsev de que emigrara a Occidente, y este último además le aseguró un puesto en la Universidad de Wisconsin–Madison (1925-1938). En venganza, el 2 de junio de 1925 fue excluido de la Academia de Ciencias de Rusia, y solo se lo reintegró post mortem en 1990. En 1944, tras su retiro, Vasíliev marchó a trabajar a Dumbarton Oaks. Hacia el final de su vida, fue elegido presidente del Instituto Nikodim Kondakov de Praga y de la Asociación Internacional de Estudios Bizantinos.

## Obras
La mayor parte de sus trabajos fueron publicados en ruso antes de ser traducidos a numerosas lenguas, y son hoy en día difíciles de encontrar, aunque su obra principal, la Historia del Imperio bizantino se reedita regularmente. También fue traductor, y, por ejemplo, vertió al francés la Historia universal (1910-1913) de Agapio
- Los eslavos en Grecia
- La oscilación latina en el Oriente
- Historia del Imperio bizantino, vol. I : De Constantino a las Cruzadas. Hay edición moderna en español: Barcelona: Iberia, 1945.
- Historia del Imperio bizantino, vol. II : De las Cruzadas a la caída del Imperio
- Bizancio y los árabes, t. I: La dinastía de Amorium (820–867)
- Bizancio y los árabes, t, II: La dinastía macedonia (867–959)
- Goths in the Crimea / Los godos en Crimea Cambridge, Massachusetts, 1936.
- El ataque ruso sobre Constantinopla en 860
- La Vida de San Pedro de Argos y su significado histórico
- Justino I.º: Una introducción a la época de Justiniano el Grande
- El segundo ataque ruso sobre Constantinopla
- La Vida de san Teodoro de Edesa
- Ideas medievales sobre el fin del mundo: Occidente y Oriente
- El significado histórico del mosaico de San Demetrio en Sassoferrato
- El edicto iconoclasta del califa Yazid II en 721